# Motukakarikitahi Island
Motukakarikitahi Island, auch Rat Island genannt, ist eine kleine Insel im Hauraki Gulf, im Norden der Nordinsel von Neuseeland.

## Geographie
Motukakarikitahi Island befindet sich an der Westküste der Coromandel Peninsula, rund 3,8 km westlich von Coromandel und rund 610 m vor der Küste der Ruffin Peninsula. Die Insel, die ihre höchste Erhebung mit 64 m in der Mitte der Insel besitzt, hat eine Länge von rund 280 m in Ost-West-Richtung und eine maximale Breite von rund 260 m in Nord-Süd-Richtung. Sie dehnt sich dabei über eine Fläche von rund 4 Hektar aus.
Rund 930 m südlich befindet sich die Nordspitze von Whanganui Island und westlich kann in einer Entfernung von rund 2,5 km Motukopake Island und in rund 2,6 km Waimate Island gesichtet werden. Motutapere Island befindet sich hingegen in südwestlicher Richtung, aber ebenfalls 2,6 km entfernt.

## Flora und Fauna
Die Insel ist mit Büschen und Bäumen bewachsen.